# Ю̆
Ю̆ (minuskule ю̆) je písmeno cyrilice. Je používáno pouze v chantyjštině. Jedná se o variantu písmena Ю.